# 1884 na arte

## Eventos
- 25 de julho - Criação do Prémio Anunciação pela Academia das Belas-Artes[1].

## Nascimentos
| Data        | Nome              | Profissão                   | Nacionalidade   | Observações | Ref |
| ----------- | ----------------- | --------------------------- | --------------- | ----------- | --- |
| 12 de julho | Amedeo Modigliani | artista plástico e escultor | Reino de Itália | m. 1920     |     |

## Mortes
| Data        | Nome                      | Profissão              | Nacionalidade                              | Observações | Ref |
| ----------- | ------------------------- | ---------------------- | ------------------------------------------ | ----------- | --- |
| 20 de março | Henrique Pousão           | pintor do Naturalismo  | Reino Unido de Portugal, Brasil e Algarves | n. 1859     |     |
| 19 de junho | Adrian Ludwig Richter     | pintor e água-fortista | Sacro Império Romano-Germânico             | n. 1803     |     |
| ??          | Antoine-Alphonse Montfort | pintor                 | França                                     | n. 1802     |     |